# گیخاتو خان
گیخاتو خان (مغولی: Гайхат хан‎) برادر ارغون خان و پنجمین شاه ایلخانان مغول در ایران بود. ارغون‌خان هنگام به پادشاهی رسیدن حکومت بغداد را به بایدو خان نوادهٔ هولاکو واگذاشت و حکومت روم را به برادر خود گیخاتو سپرد، پس از مرگ ارغون‌خان، گیخاتو در رجب ۶۹۰ قمری به سلطنت رسید. در همان آغاز فرمانروایی با شورش ترکمانان روم به رهبری عثمان یکم بر ضد مغولان آنجا مواجه شد و خود برای رفع آن شورش، لشکر به روم برد و آن فتنه را فرونشاند. وزارت خود را به صدرالدین زنجانی داد و او را صدرجهان لقب داد و قدرت فوق‌العاده‌ای به او تفویض کرد؛ حتی در عزل و نصب شاهزادگان و امراء.[۳]
گیخاتو بعد از نیل به فرمانروایی اوقات خود را به کلی به عیش و عشرت سپرد. بوالهوسی و ولخرجی او موجب شد که خزانه تهی شود و ناچار به تدبیر و تشویق صدرجهان به نشر و ترویج نوعی پول کاغذی به نام چاو اقدام کرد اما چاو که یک بدعت بود مورد قبول عامه واقع نشد و لاجرم متروک گردید. گیخاتو به سبب افراط در شهوت رانی مورد نفرت شدید ارکان دولت گشت وی درین کار چنان افراط کرد که به زنان و دختران امرای خویش نیز دست‌اندازی کرد. بایدوخان نوادهٔ هولاکو که به خاطر او از قبول سلطنت که بعد از ارغون به او پیشنهاد شد، خودداری کرده بود چون یک بار در مجلس او در مستی مورد اهانت شدید او واقع شد، در مقابل وی سر به شورش برداشت و امرای گیخاتو هم که از او ناخرسندی داشتند او را در دشت مغان فرو گرفتند و به بایدو تسلیم کردند. بایدو هم به قتل او فرمان داد و خود در همدان به سلطنت نشست.

## انتشار نخستین پول کاغذی
تهی شدن خزانه به دلیل عدم وجود درایت لازم در زمان گیخاتو، او را واداشت تا برای جبران هزینه‌ها، که ناشی از فساد دربار و افزایش اوراق قرضه برای خرید سلاح بود، دستور انتشار پول کاغذی با نام «چاو» را صادر و چاپ آن را در تبریز آغاز نماید (۶۹۳ هجری - ۲۹ شهریور ۶۷۳ خورشیدی). اما به دلیل عدم استقبال از جانب بازرگانان و حتی برخی امرا، همچنین نداشتن پشتوانه و ضمانت لازم در پرداخت، در همان زمان رونق نیافت و در زمان غازان به‌کلی آلات و ادوات چاپ آن از میان رفت (۶۹۴ هجری - بهمن ۶۷۳ خورشیدی).

## نگارخانه

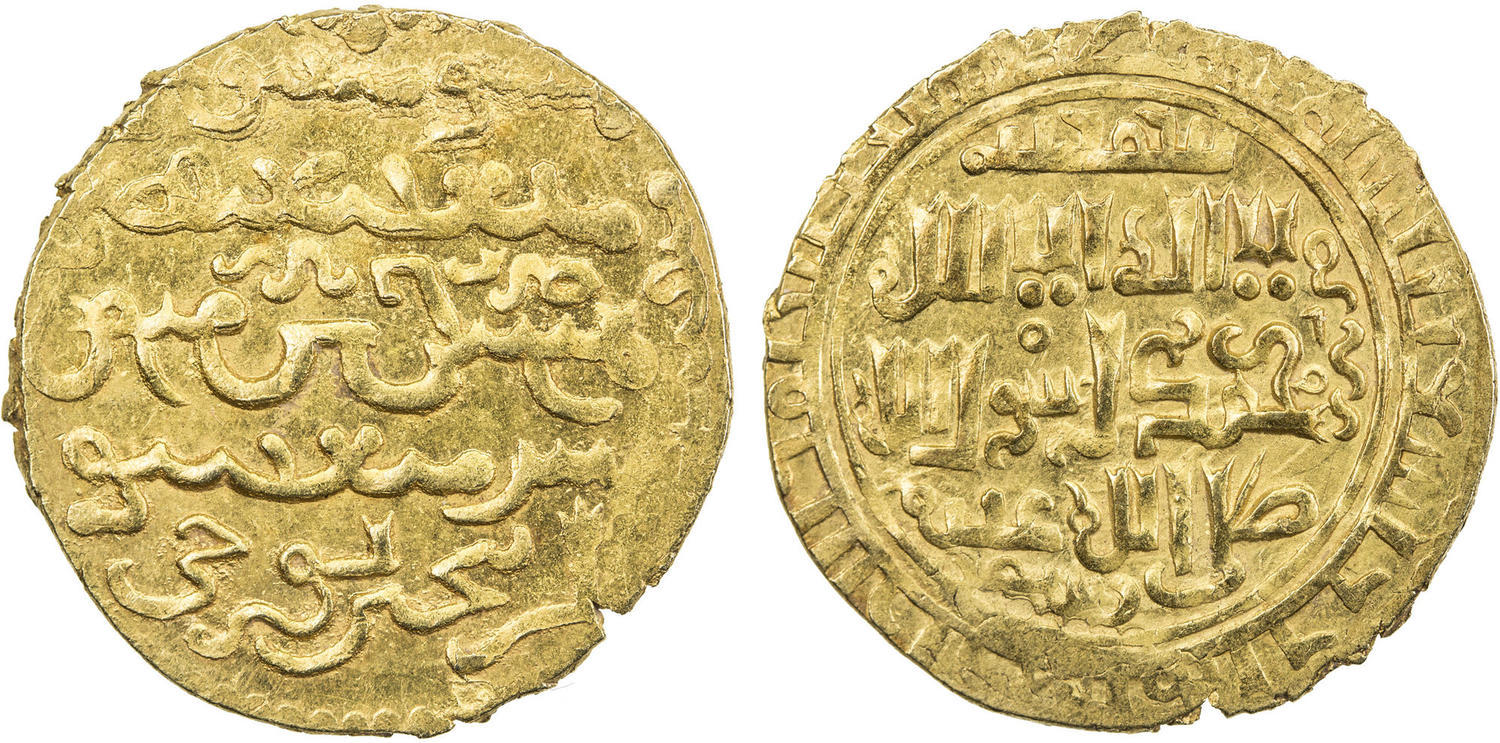
سکه یک دینار گیخاتو ضرب تبریز در سال ۶۹۱ هـ ق؛ روی سکه: لا اله الا الله محمد رسول‌الله صلی الله علیه - پشت: به خط مغولی

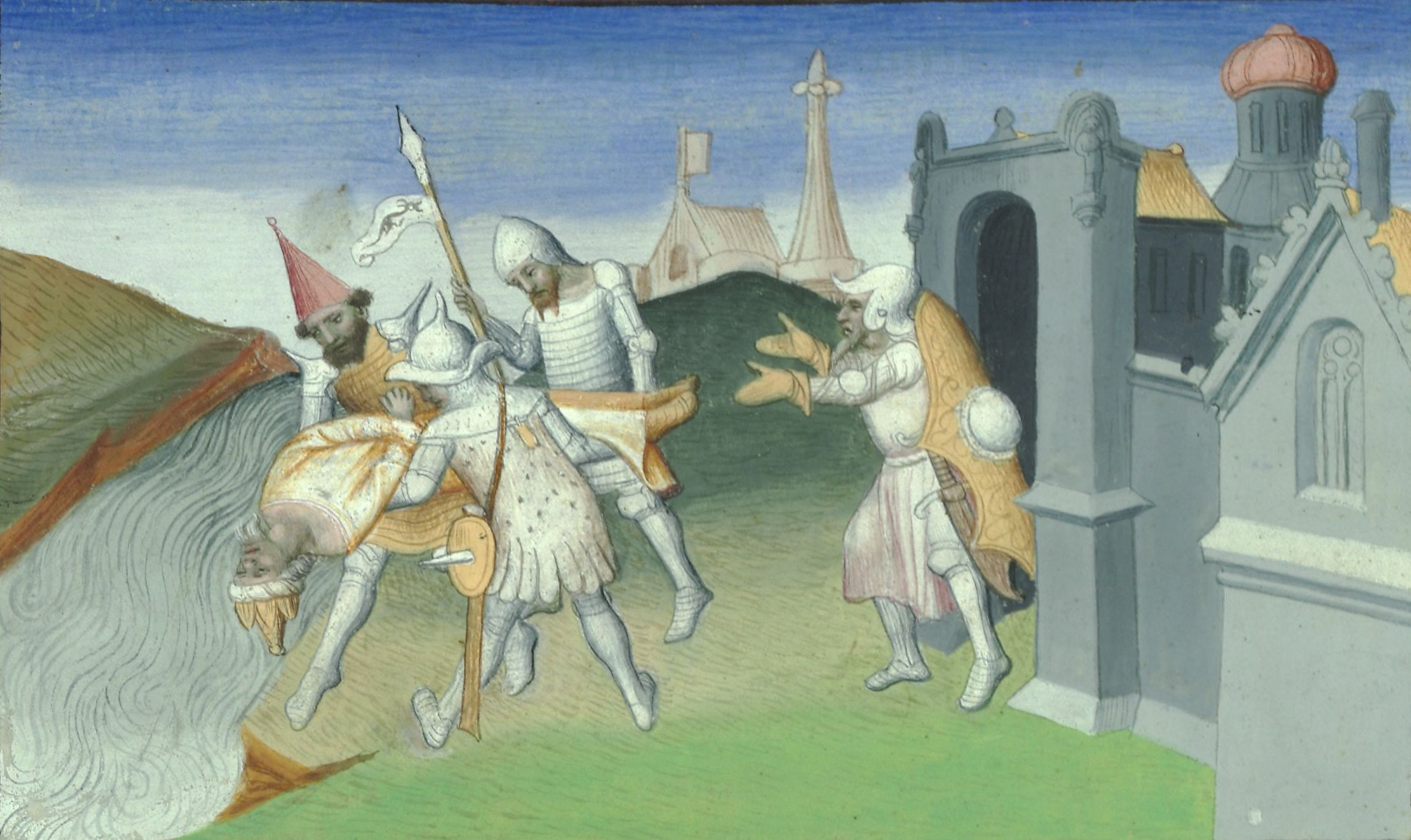
نقاشی اعدام گیخاتو اثر هتوم پاتمیچ